# William Carmichael McIntosh

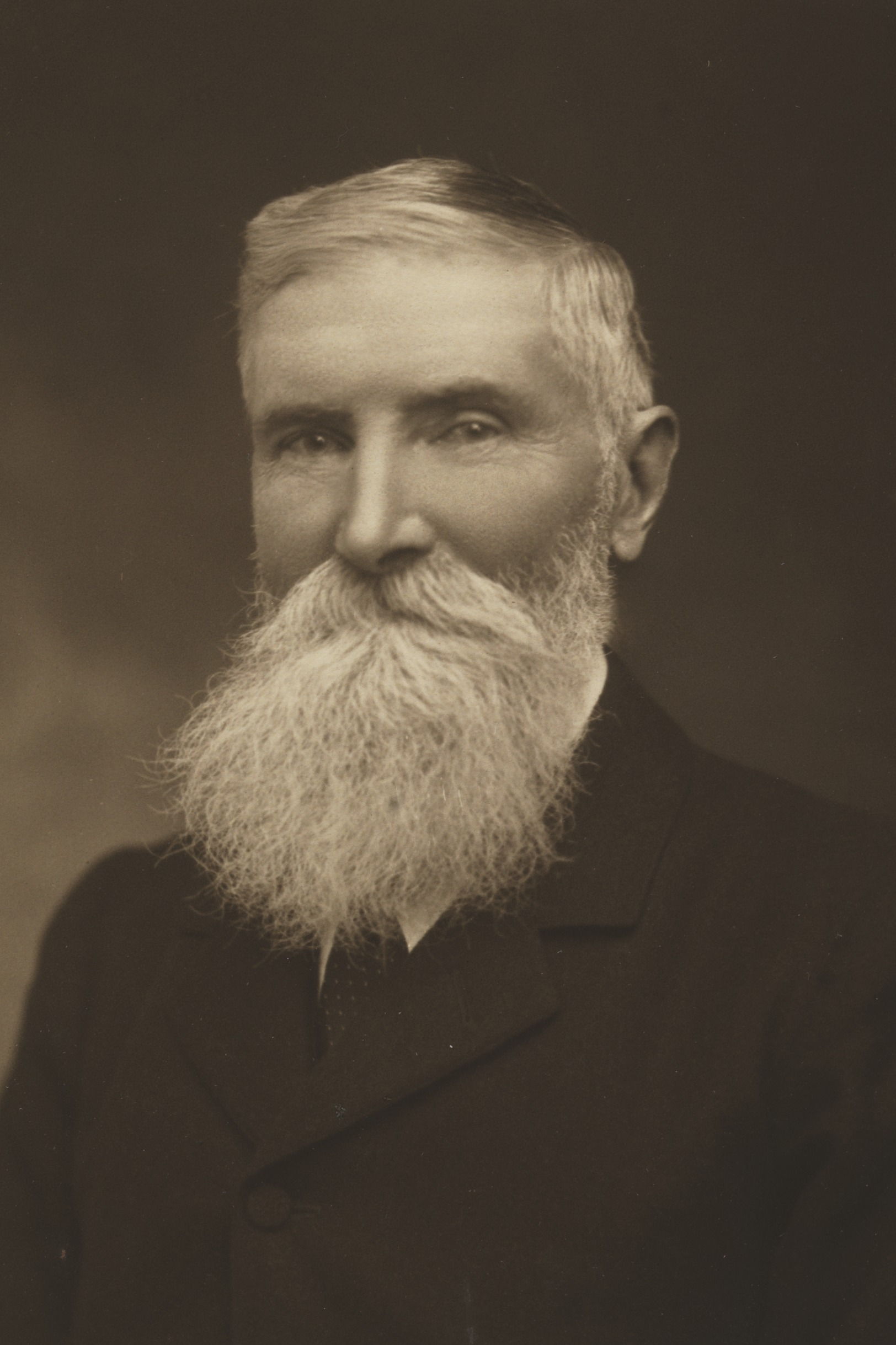
William Carmichael McIntosh

William Carmichael McIntosh (* 10. Oktober 1838 in St. Andrews, Fife, Schottland; † 1. April 1931 ebenda) war ein schottischer Mediziner und Zoologe.

## Leben
McIntosh war von 1882 bis 1917 Professor für Naturgeschichte an der St. Andrews University.
Er war Mitglied der Linnean Society of London, der Royal Society of Edinburgh sowie korrespondierendes Mitglied der Zoological Society of London. 1877 wurde er zum Mitglied („Fellow“) der Royal Society gewählt. 1899 wurde er mit der Royal Medal der Royal Society und 1924 mit der Linnean Medal ausgezeichnet.
Er forschte insbesondere über marine Vielborster, über die er Monographien für die Ray Society schrieb.

## Schriften
- A monograph of the British marine annelids. Ray Society, London (1873–1923).
- The Gatty Marine Laboratory and the steps which led to its foundation in the University of St Andrews. John Leng & Co., Dundee 1896.
- William Carmichael McIntosh, Arthur Thomas Masterman: The life-histories of the British marine food-fishes. C.J. Clay and Sons, London 1897.
- The resources of the sea, as shown in the scientific experiments to test the effects of trawling and of the closure of certain areas off the Scottish shores. C.J. Clay and Sons, London 1899.
- The resources of the sea: as shown in the scientific experiments … 2. Auflage. Cambridge University Press, [London] 1921.
- Observations and experiments on the Carcinus moenas. Paul & Matthew, Dundee 1926.